# Munir Shakir
Mufti Munir Shakir (Paschtu/Urdu منیر شاکر; geb. 4. April 1969, Kurram-Tal; gest. 15. März 2025, Ormur, Peshawar, Khyber Pakhtunkhwa, Pakistan) war ein islamischer Geistlicher und Prediger. Als Gründer von Lashkar-e-Islam wurde er später ein scharfer Kritiker der staatlichen Unterdrückung durch Pakistan und der Ungerechtigkeiten gegenüber den Paschtunen. Er nahm aktiv an Versammlungen der Paschtunischen Tahafuz-Bewegung (پښتون ژغورنې غورځنګ, Paṣtūn Zhghōrənē Ghōrźang; Urdu: پشتون تحفظ تحریک‎ Pashtūn Tahaffuz Tehreek lit. 'Pashtun Protection Movement') teil, darunter der Nationalen Paschtunischen Jirga (پښتون قامي جرګه‎) in Khyber. Im Dezember 2024 führte Shakir zusammen mit Malik Naseer Kokikhel Afridi und Mufti Kifayatullah Swati eine Delegation der Paschtunischen Jirga in den Distrikt Kurram, um in einem schiitisch-sunnitischen Konflikt zwischen zwei Gruppen paschtunischer Stämme zu vermitteln.
Shakir wurde am 15. März 2025 durch eine Bombe getötet, die vor einer Moschee in Peschawar platziert worden war.

## Rundfunk-Aktivismus
Shakir wurde 1969 geboren. Seine frühe Ausbildung erhielt er an einer Schule in Mokhi Zai. Während seines Religionsstudiums in Karbogha Sharif bei Thall wurde er von seinem Cousin Maulana Syed Mukhtaruddin Shah, einem angesehenen Geistlichen, gefördert. Ursprünglich stammte er aus dem Kurram-Tal. Shakir wurde bekannt nachdem er nach Bara tehsil ging, zur Khyber Agency, wo er einen FM-Piratensender gründete. Er nutzte dieses Instrument um seine religiösen Überzeugungen zu verbreiten, die in der Deobandi-Theologie gründeten. Zu seinen umstrittensten Äußerungen gehört seine angebliche Aussage, Opium sei Halal, sofern es für medizinische Zwecke hergestellt und verwendet werde.
Shakir war bis 2004 bei der Kurram Agency. Er wurde geschasst aufgrund on Anschuldigungen sektiererischen Hass zu verbreiten.

## Feindschaft mit Pir Saifur Rahman
Im Jahr 2005 gründete Akhundzada Saif-ur-Rahman Mubarak, ein Anhänger der gemäßigteren hanafitischen Richtung, seinen eigenen UKW-Piratensender, um mit Shakirs Sender zu konkurrieren. Die Rivalität zwischen den beiden Geistlichen verschärfte sich, was Stammesälteste im Dezember 2005 dazu veranlasste, beide wegen Anstiftung zu konfessionellen Spannungen anzuprangern. Beide Geistlichen tauchten daraufhin unter, und Shakir übergab die Leitung seines Radiosenders und seiner Organisation Lashkar-e-Islam an Mangal Bagh. Die Feindseligkeiten erreichten ihren Höhepunkt um den 29. März 2006, als sich „Hunderte“ von Shakirs Anhängern im Viertel Badshahkili des Tehsil Bara versammelten, um Rahmans Anhänger anzugreifen.

## Rolle in Lashkar-e-Islam
Im Jahr 2004 gründete Shakir die Organisation Lashkar-e-Islam. Kurz darauf wurde er aus dem Tehsil Bara ausgeschlossen und die Leitung der Organisation an den einheimischen Fahrer Mangal Bagh übergeben. 2008 wurde die Organisation komplett verboten.

## Spätere Aktivitäten
Shakir war Mitglied der Ishaat-e-Tauheed, distanzierte sich jedoch sechs bis sieben Jahre vor seinem Tod von der Gruppe. Er übernahm die Lehren der Ahl-e-Quran-Bewegung und schrieb Bücher, in denen er argumentierte, dass erfundene Hadithen das wahre Wesen des Islam verfälschten und dass allein der Koran die wahren Lehren des Islam definiere. Bei der Paschtunischen Nationalen Jirga hielt er eine Rede, in der er die Rolle der pakistanischen Regierung in regionalen Konflikten verurteilte.

## Tod
Shakir wurde am 15. März 2025 in einem Bombenattentat in einer Moschee in Peschawar getötet.